# Hypancistrus zebra
Hypancistrus zebra (лат.) — вид лучепёрых рыб из семейства кольчужных сомов, обитающий в Бразилии.

## Описание
Общая длина достигает 6,4 см (в аквариуме — 8 см). Наблюдается половой диморфизм: самцы больше самок. Голова широкая, уплощённая сверху. Рыло длинное. Глаза довольно крупные, расположены относительно высоко на голове. Есть 2 пары небольших усов. На межчелюстной кости есть удлинённый крючковатый шип. Туловище коренастое или вытянутое, уплощённое снизу. Спинной плавник умеренно длинный с 1 жёстким и 7 мягкими лучами. Жировой плавник небольшой, грудные плавники широкие. В грудной части есть клеящий аппарат, который позволяет присасываться к камням или другим предметам дна. Брюшные плавники большие, у самцов на них есть шипы на лучах. Анальный плавник состоит из 1 жёсткого и 4 мягких лучей. Хвостовой плавник удлинённый, широкий, с выемкой идущей наискосок сверху вниз. Верхняя лопасть уже нижней.
Окраска снежно-белая с голубым оттенком на хвостовом плавнике. По телу проходят бархатно-чёрные диагональные полосы, завершающиеся на хвостовом стебле. На голове эти полосы являются поперечными. На спинном и грудных плавников полосы вертикальные. Встречаются особи с волнистыми и прерывистыми линиями. Глаза голубоватого цвета.

## Образ жизни
Это донная рыба. Встречается в средних течениях со скалисто-каменистым дном. Является пугливой рыбой. Днём скрывается в пещерах, среди коряг. Активна ночью. Питается мелкими беспозвоночными, в меньшей степени водорослями и детритом.
Продолжительность жизни составляет 10 лет.

## Размножение
Самка откладывает икру в пещерках. Самец охраняет кладку.

## Распространение
Является эндемиком Бразилии. Обитает в бассейне реки Шингу.

## Содержание в аквариуме
Минимальный объём аквариума — 60 л. Оптимальные условия содержания: температура 28-30 °C, жёсткость воды до 20°, рН 6-8, необходима фильтрация, аэрация и еженедельная частичная замена воды. Корм — традиционные замороженные и сухие тонущие корма.